# 백경 (축구 선수)
백경(2007년 4월 12일 ~ )은 대한민국의 축구 선수로 포지션은 공격수이며 현재 K리그1 수원 FC 소속이다.